# Lliga turca de bàsquet femenina
La Lliga turca de bàsquet femenina, oficialment coneguda com a Kadınlar Basketbol Süper Ligi, és la màxima competició entre clubs de basquetbol en categoria femenina que es disputa a Turquia.
La lliga es va crear el 1980 i està organitzada per la Federació Turca de Bàsquet.

## Historial
|  | - 1980-1981 ODTÜ - 1981-1982 ODTÜ - 1982-1983 ODTÜ - 1983-1984 Beşiktaş - 1984-1985 Beşiktaş - 1985-1986 MTA - 1960-1987 MTA - 1987-1988 Galatasaray - 1988-1989 İÜSBK - 1989-1990 Galatasaray - 1990-1991 Galatasaray - 1991-1992 Galatasaray - 1992-1993 Galatasaray - 1993-1994 Galatasaray | - 1994-1995 Galatasaray - 1995-1996 Galatasaray - 1996-1997 Galatasaray - 1997-1998 Galatasaray - 1998-1999 Fenerbahçe - 1999-2000 Galatasaray - 2000-2001 Botaş SK - 2001-2002 Fenerbahçe - 2002-2003 Botaş SK - 2003-2004 Fenerbahçe - 2004-2005 Beşiktaş - 2005-2006 Fenerbahçe - 2006-2007 Fenerbahçe - 2007-2008 Fenerbahçe | - 2008-2009 Fenerbahçe - 2009-2010 Fenerbahçe - 2010-2011 Fenerbahçe - 2011-2012 Fenerbahçe - 2012-2013 Fenerbahçe - 2013-2014 Galatasaray - 2014-2015 Galatasaray - 2015-2016 Fenerbahçe - 2016-2017 Yakın Doğu Üniversitesi - 2017-2018 Fenerbahçe - 2018-2019 Fenerbahçe - 2019-2020 Sense campió |

## Palmarès
- 14 títols: Fenerbahçe
- 13 títols: Galatasaray
- 3 títols: Beşiktaş, ODTÜ
- 2 títols: Botaş SK, MTA
- 1 títol: İÜSBK, Yakın Doğu Üniversitesi